# Cave coopérative de vinification

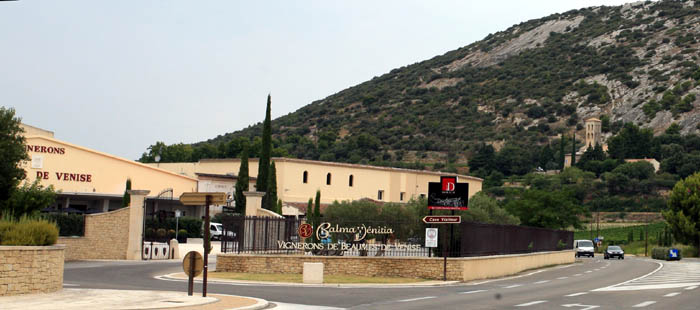
Cave coopérative des Vignerons de Beaumes-de-Venise.

Une cave coopérative de vinification, aussi appelée coopérative vinicole, est un groupement de vignerons. Elle produit et vend du vin issu des raisins de ses adhérents. Elle effectue en commun les opérations de vinification, de stockage, de vente et, pour beaucoup d’entre elles, de conditionnement.
Bien qu'il s'agisse juridiquement de sociétés coopératives agricoles régies par les dispositions de la loi du 10 septembre 1947 sur les sociétés coopératives et par le livre V du Code rural (ni civile, ni commerciale), les caves coopératives restent historiquement et culturellement un type particulier de coopérative agricole.

## Présentation et fonctionnement
En 2014, on compte près de 670 caves coopératives et unions de caves coopératives (source : CCVF) qui représentent plus de 50 % de la production. Pour 2019, la Revue du Vin de France indique qu'il y a 580 caves ou unions de caves coopératives en France. Sur 75 000 déclarants de récolte, 43 300 sont des coopérateurs, soit environ 55 % (part stable durant la décennie 2010).
À la période des vendanges, les viticulteurs adhérents de la cave – les associés coopérateurs – apportent à la cave les raisins et moûts, fruits de la récolte sur leurs exploitations. La vendange fait ensuite l’objet d’une sélection rigoureuse selon l’origine des parcelles, le cépage, l’état sanitaire ou d’autres critères mis en place par la coop. Les raisins sont ensuite vinifiés selon les règles de production propres à chaque catégorie (AOP, IGP, VSIG, vin bio).
« En commun » ne signifie pas une vinification unique et non différenciée de la production. La cave vinifie séparément des productions commercialisées sous un nom d’exploitation (château, domaine…) ou les sélections réalisées à partir de la connaissance du terroir ou du mode de production (vin bio par exemple).
Quelques caves vinifient des volumes très importants (plus de 300 000 hl par an dans certains cas) et comptent plusieurs centaines d’adhérents, mais d’autres plus petites rassemblent moins d’une dizaine d’adhérents et ont une production de quelques centaines d’hectolitres par an. Elles regroupent des vignerons dont la surface moyenne des exploitations est de 6 ha, contre 9 ha pour les autres exploitations viticoles (chiffres : CCVF). Les caves coopératives jouent un rôle important dans l'installation des personnes dites "hors cadre familial".
La cave coopérative s'inscrit dans le prolongement des exploitations de leurs membres. C'est pour cela que l'on parle de vignerons coopérateurs, leur propre outil de vinification étant détenu collectivement dans la cave coopérative qu'ils dirigent et approvisionnent.

## Historique
En 1901, un groupe de viticulteurs de Maraussan, village de l'Hérault, décident de se regrouper pour vinifier et commercialiser leur production. Une des premières caves coopératives de France était née. Inaugurée en 1905 après la visite de Jean Jaurès, elle se nommera Les Vignerons libres et adoptera pour devise Tous pour chacun - Chacun pour tous.

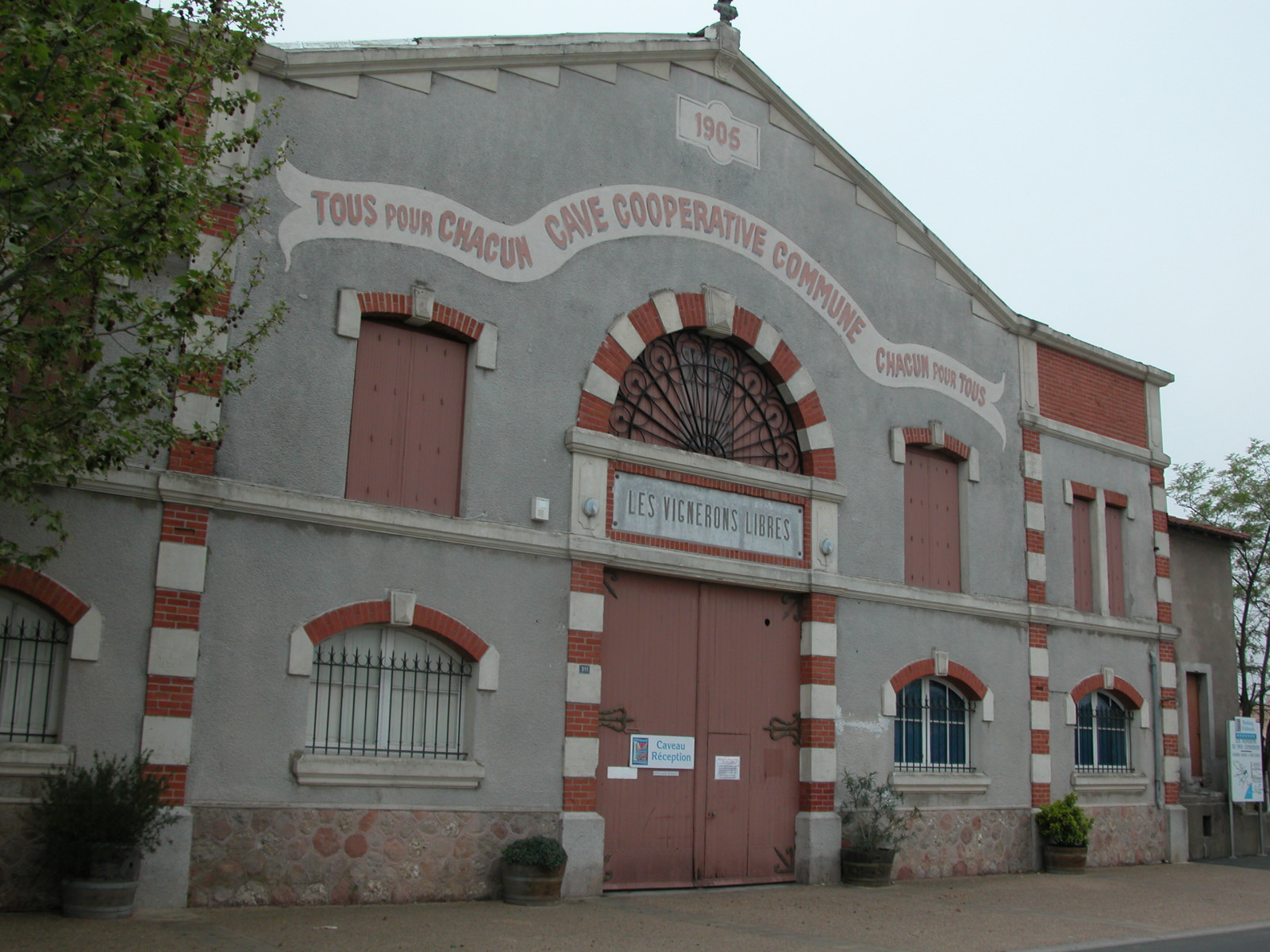
La cave coopérative de Maraussan, inaugurée en 1905.
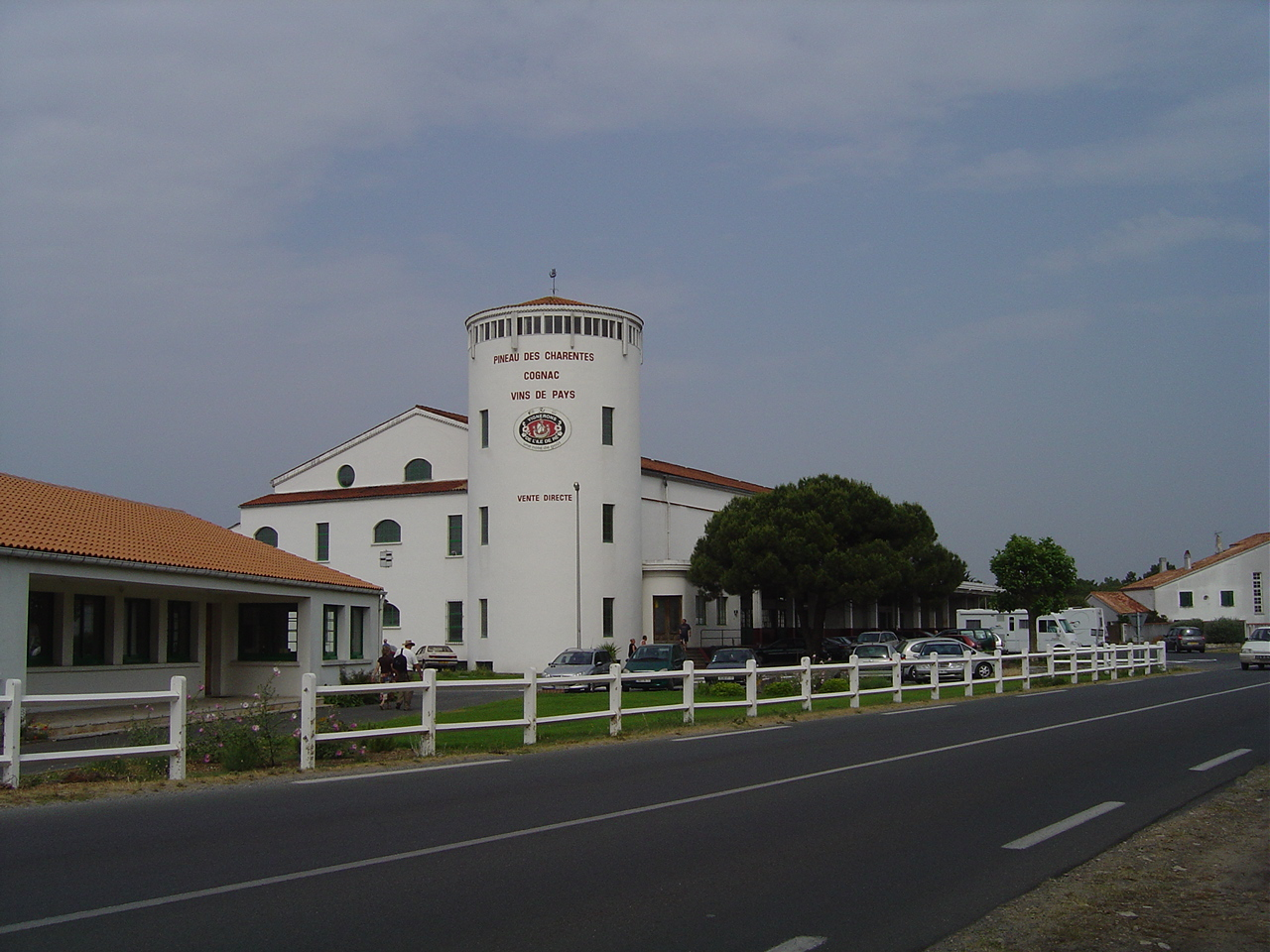
La coopérative de l'île de Ré (Le Bois-Plage).
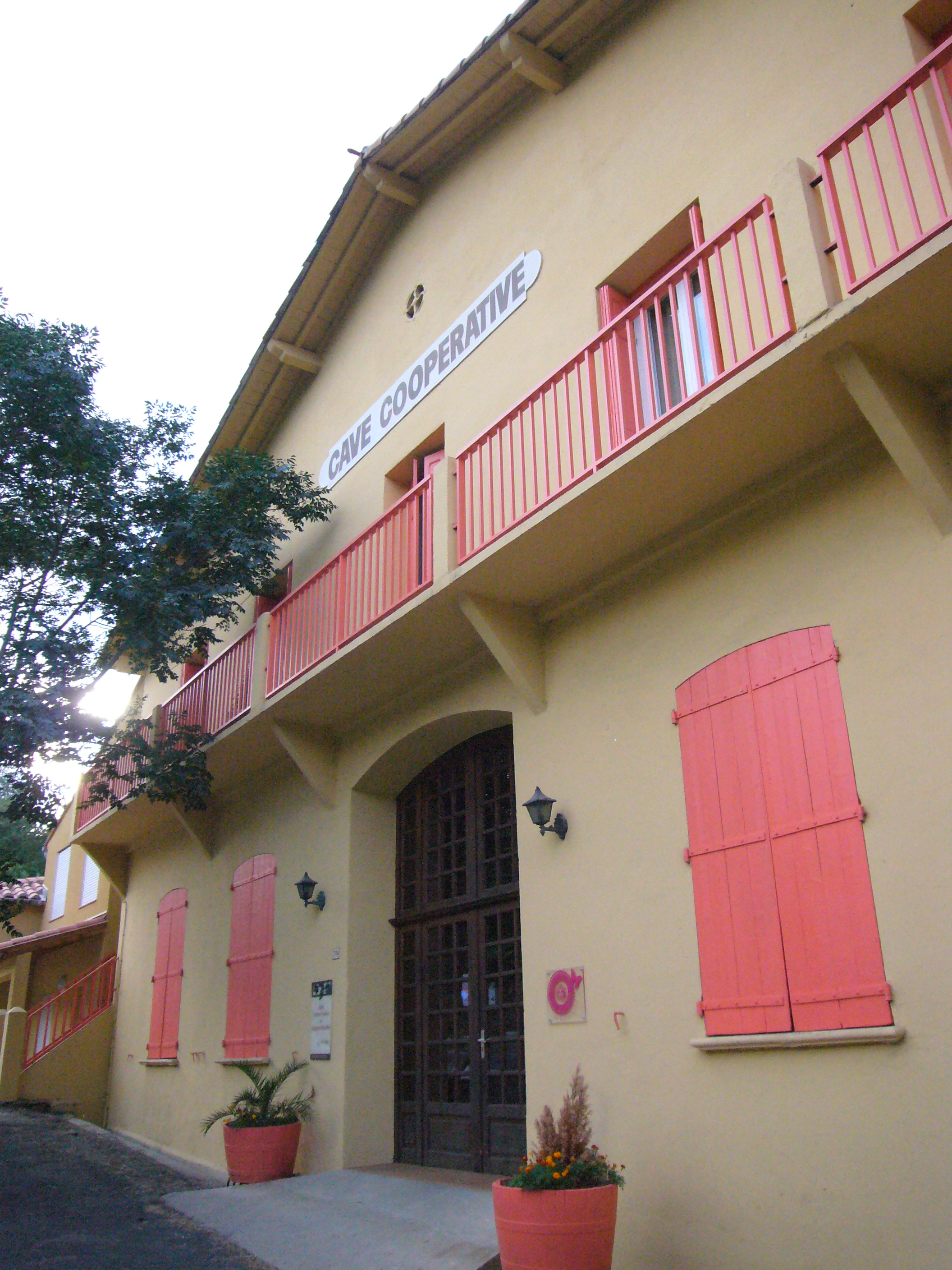
La cave coopérative de Caramany (Pyrénées-Orientales).
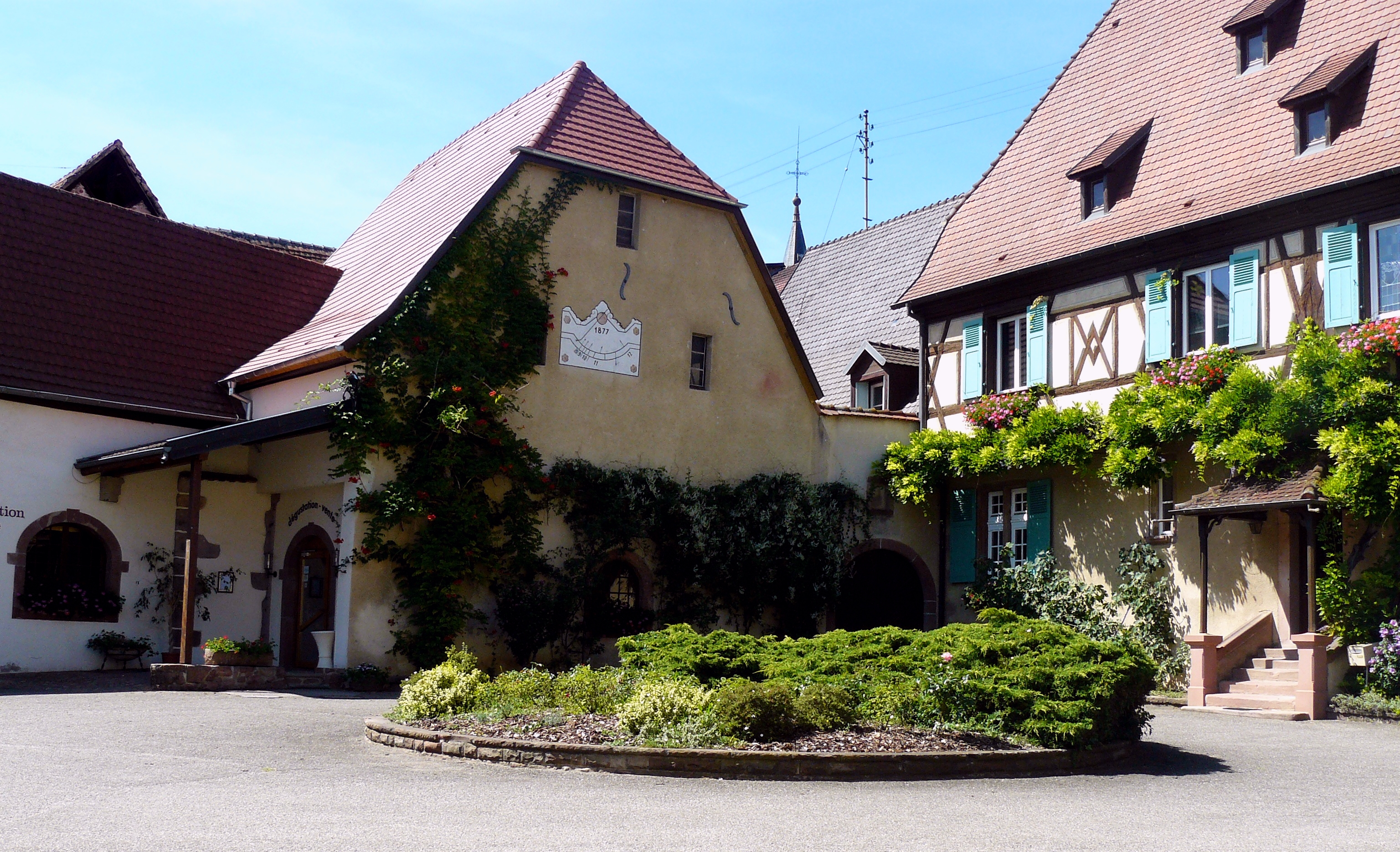
La cave coopérative de Beblenheim et son cadran solaire de 1907 (année de sa construction).
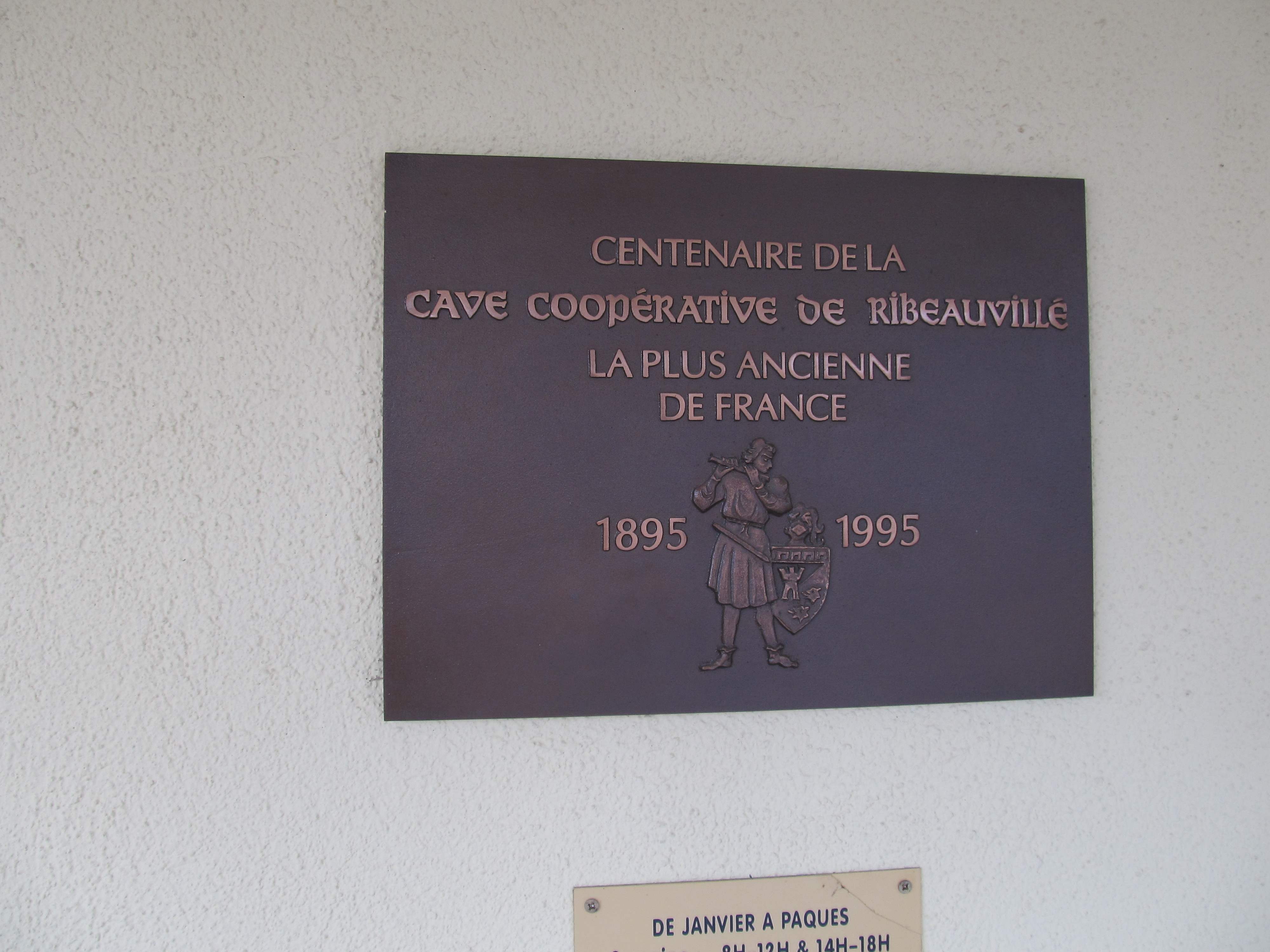
La cave de Ribeauvillé : plaque commémorative.

Il existe un débat sur le fait que la cave coopérative de Maraussan soit la première créée. D'autres coopératives dans des régions différentes revendiquent des années de création antérieure :
- Damery (Champagne) - 1891 ;
- Ribeauvillé (Alsace) - 1895 ;
- Eguisheim (Alsace) - 1898 ;
- Cotignac (Var) - 1903 (deux caves).

## Principe de fonctionnement
Elle fonctionne sur le principe suivant : tous les viticulteurs sont associés coopérateurs de la coopérative et de ce fait, celle-ci leur appartient. Associés signifie qu'ils ont des parts sociales et qu'ils dirigent la cave coopérative selon le principe « une personne-une voix ». Coopérateur signifie qu'ils apportent leur production à la coopérative, ils sont les « fournisseurs ». Ils ont donc une double qualité.
Les associés coopérateurs choisissent les membres du conseil d'administration, organe de direction de la coopérative, lequel nomme un président.
La différence avec une société classique, est que la coopérative est une force collective aux mains des vignerons coopérateurs. Les caves coopératives rémunèrent leurs adhérents en fonction de leurs apports et en fonction des résultats de la coopérative issus de la vente des produits des associés coopérateurs. La rémunération peut être amenée à varier en fonction de la qualité des produits apportés, qualité définie par le cahier des charges que se fixent les vignerons au sein de leur cave coopérative.
- système de notation lors de la livraison du raisin (à la vendange) : en général, on note à la qualité sanitaire du raisin et au degré d'alcool probable relevé sur la quai.
- système de sélection à la parcelle : la cave peut par exemple créer plusieurs catégories liées à la qualité du raisin en fonction du travail du vigneron, associée à une rémunération différenciée. Elle élabore alors une sorte de « charte » pour chaque catégorie. Le viticulteur, tenu de respecter cette charte, est suivi par le technicien de la cave (employé qui s'occupe de la partie vignoble, c’est-à-dire qu'il est au contact des coopérateurs, pour leur donner des conseils, sur le travail de la vigne par exemple).

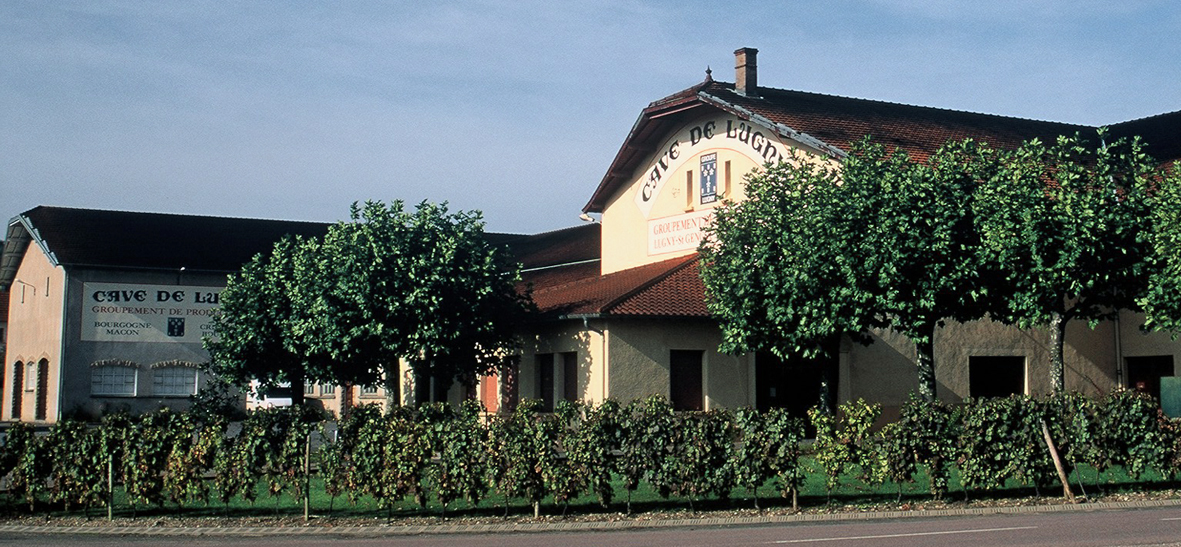
Une partie des bâtiments de la cave coopérative de Lugny (en 2004).
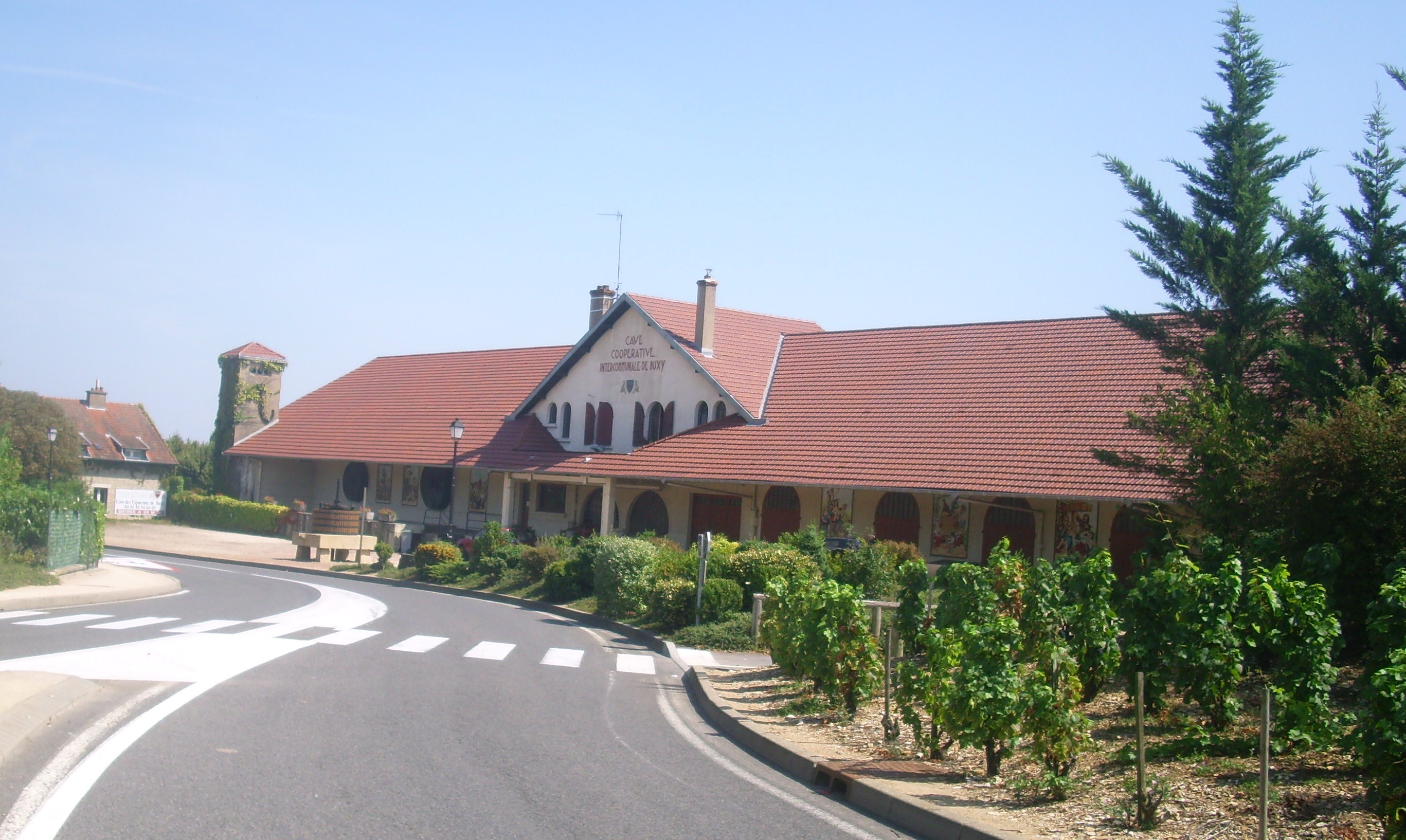
La cave coopérative de Buxy.
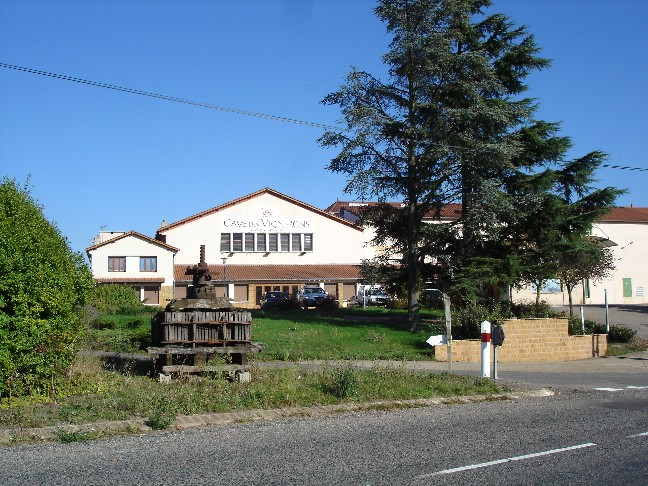
La cave des vignerons de Bully.
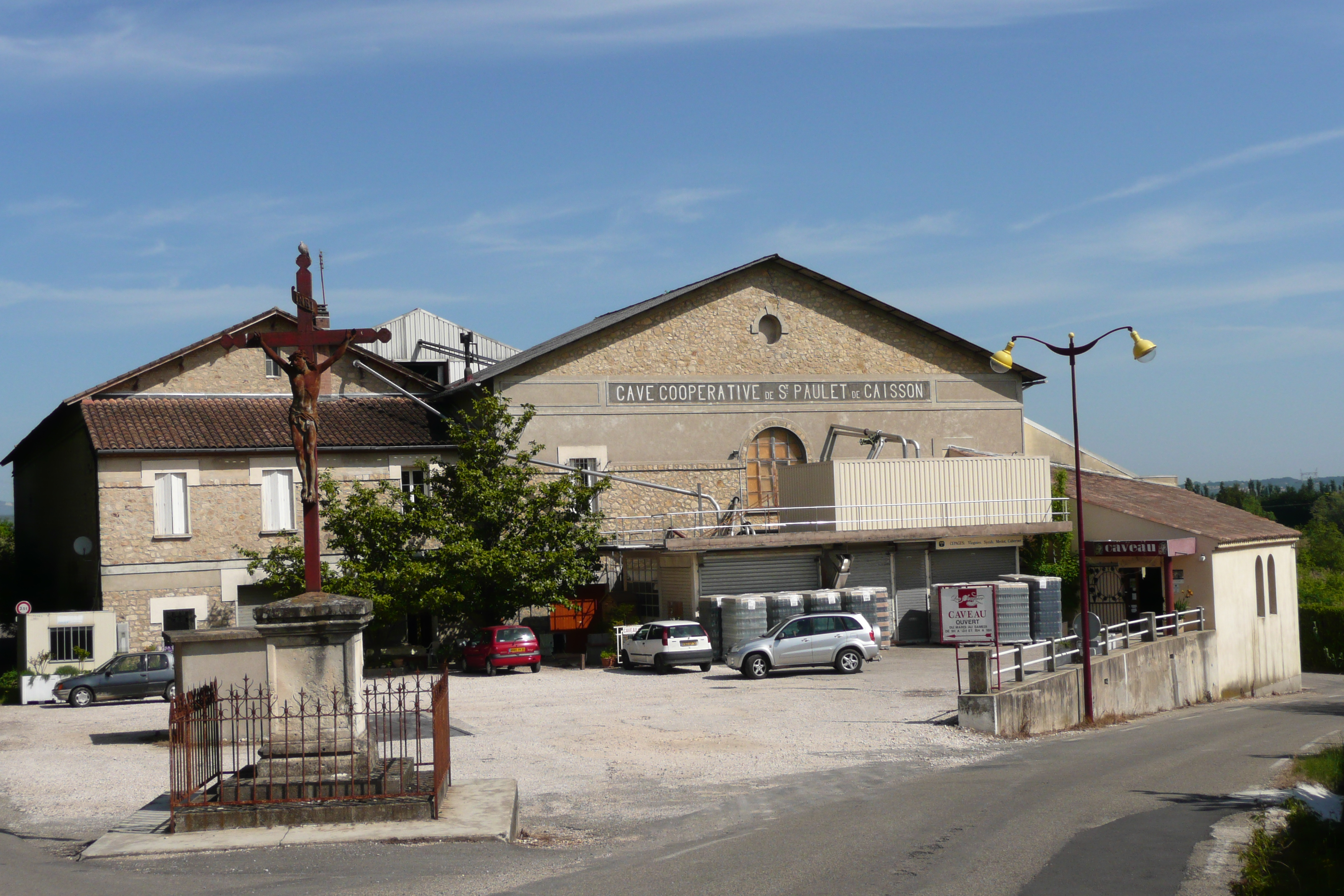
La cave coopérative de Saint-Paulet-de-Caisson.
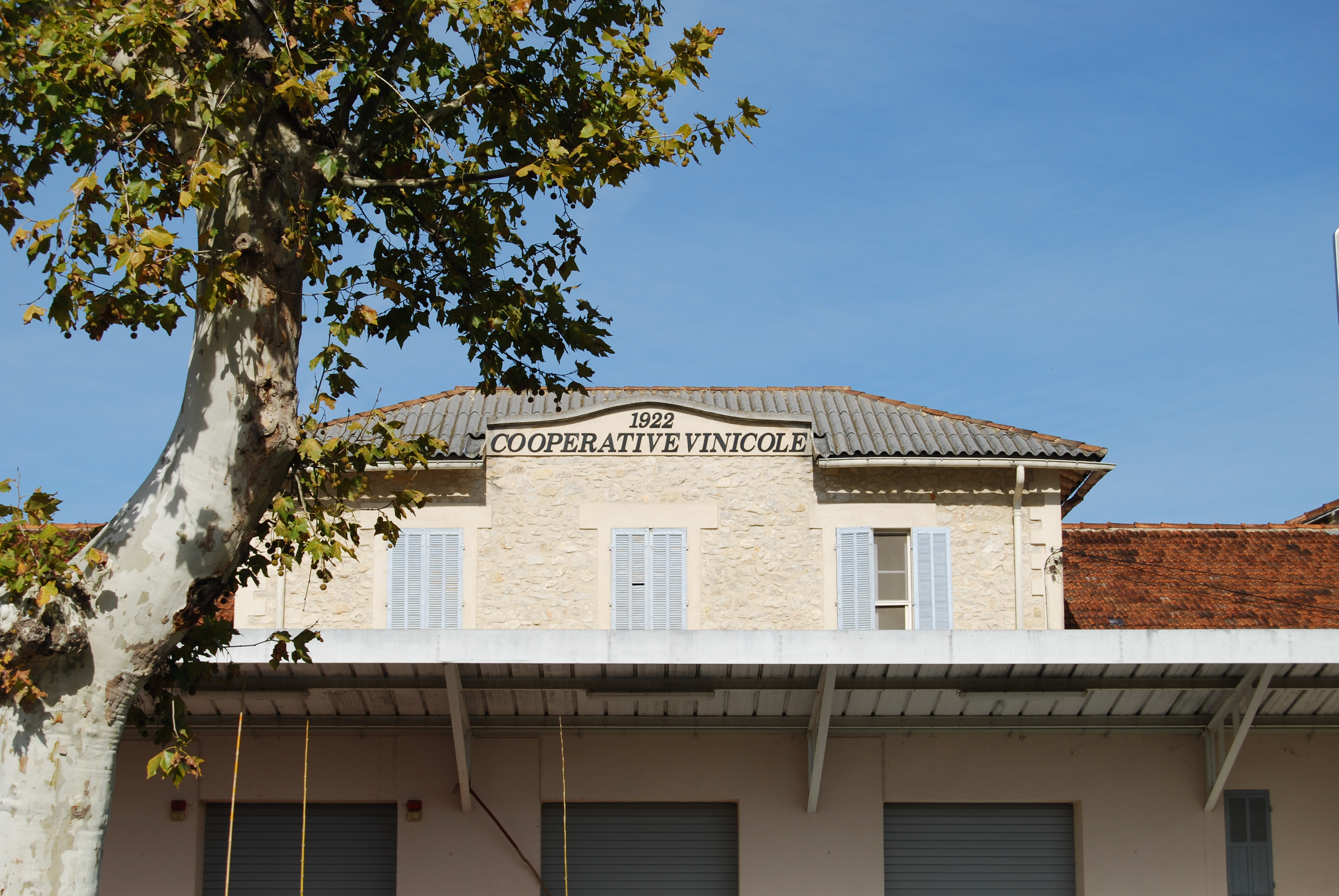
La coopérative vinicole de Pertuis (Vaucluse).

## Organisation représentative
Les caves coopératives et leurs unions sont représentées sur chaque bassin par des fédérations de caves coopératives, toutes unies au sein de la CCVF, Confédération des coopératives vinicoles de France, aussi appelée « Vignerons coopérateurs de France ».
Organisation professionnelle, créée en 1932, la Confédération des coopératives vinicoles de France, ou Vignerons coopérateurs de France, est la représentation unifiée des coopératives vinicoles sur tout le territoire. Elle prolonge l’action des 15 fédérations régionales et départementales de caves coopératives. Elle est une des plus anciennes organisations professionnelles coopératives. Porte-voix politique et force de propositions auprès des pouvoirs publics, des médias et de la société civile, la CCVF a pour mission de défendre les intérêts des caves coopératives et de promouvoir ce modèle.

## Gestion des effluents vinicoles
La gestion de l'eau et son recyclage pour limiter l'impact de ses rejets sur l'environnement et le réseau hydrographique, surtout pendant la période des vendanges, est une obligation pour les caves de vinification.
En France, cette gestion est structurée autour de six bassins hydrographiques : Loire-Bretagne, Artois-Picardie, Seine-Normandie, Rhin-Meuse, Rhône-Méditerranée-Corse et Adour-Garonne. Les maîtres d'œuvre sont les Agences de l'eau. Elles perçoivent une redevance pollution de la part des chais vinicoles, producteurs d'effluents. Celle-ci est évaluée forfaitairement entre 0,4 et 1,2 €/hectolitre produit annuellement. Lorsqu'un dispositif d'épuration est mis en place par un chai, l'Agence de l'eau lui verse une prime.
Sachant que le volume d'eau nécessaire à la production d'un hectolitre de vin se situe entre 30 et 250 litres, la limitation des effluents passe par une conception plus rationnelle des chais (écoulement, matériaux facilement lavables), et la limitation des pertes (détection des fuites, dispositif d'arrêt automatique). De plus, la récupération des bourbes et des lies permet leur valorisation en distillerie, de même celle des tartres qui est recyclée pour récupérer l'acide tartrique. Enfin chaque chai possède un bac de décantation qui lui permet d'éliminer les résidus grossiers.

## En France: installation classée pour la protection de l'environnement
Selon la législation française, les caves coopératives de vinification sont des installations classées pour la protection de l'environnement (ICPE). En effet, ce type d'installation est concerné par la rubrique no 2251 de la nomenclature des installations classées (« préparation, conditionnement de vins ») :
- Les installations dont les activités sont également classées au titre de la rubrique no 3642 (« traitement et transformation de matières premières en vue de la fabrication de produits alimentaires ») sont soumises à autorisation préfectorale. Afin de limiter leur impact environnemental, les exploitants de ces installations doivent notamment respecter les prescriptions techniques d'un arrêté ministériel daté du 3 mai 2000[4].
- Les installations non classées au titre de la rubrique no 3642 et d'une capacité de production supérieure à 20 000 hectolitres par an sont soumises à enregistrement. Afin de limiter leur impact environnemental, les exploitants de ces installations doivent notamment respecter les prescriptions techniques d'un arrêté ministériel daté du 26 novembre 2012[5].
- Les installations non classées au titre de la rubrique no 3642 et d'une capacité de production comprise entre 500 et 20 000 hectolitres par an doivent être déclarées. Afin de limiter leur impact environnemental, les exploitants de ces installations doivent notamment respecter les prescriptions techniques d'un arrêté ministériel daté du 15 mars 1999[6].

L'instruction des demandes d'autorisation et d'enregistrement ainsi que le contrôle du respect des prescriptions techniques par les exploitants sont réalisés par l'inspection des installations classées.